# Meister von Alkmaar
Der Meister von Alkmaar, auch Meister der sieben Werke der Barmherzigkeit genannt,  war ein namentlich nicht bekannter Maler, der zwischen 1490 und 1510 in den nördlichen Niederlanden tätig war.
Er erhielt seinen Notnamen nach seinem 1504 für die St.-Laurenzius-Kirche (Grote Kerk) in Alkmaar geschaffenen Hauptwerk. Es ist ein mehrteiliges Bildwerk (Polyptychon) mit sieben Tafelbildern, die jeweils eines der sieben Werke der Barmherzigkeit darstellen. Das Motiv beruht auf einer Stelle aus dem Neuen Testament und sollte den Betrachter an die Notwendigkeit zur Hilfe für Menschen in Not erinnern. Gereimte Texte, die auf den Rahmen der Bilder zu finden sind, unterstützen diese Aufforderung.
Der Meister von Alkmaar ist möglicherweise identisch mit dem um 1540 in Alkmaar nachweisbaren Cornelis Buys, dem Bruder von Jacob Cornellisz. Es gibt auch Vermutungen, dass er mit dem Meister des Lebensbrunnens identisch sein könnte.

## Werke (Auswahl)
- Die sieben Werke der Barmherzigkeit, 1504, Öl auf Holz. Rijksmuseum Amsterdam

Weiter werden dem Meister von Alkmaar zugeschrieben:
- Altarflügel mit den heiligen Jakob und Maria Magdalena und 17 Stifterporträts, um 1490. Alkmaar, Stedelijk Museum
- Die heilige Katharina und die heilige Agnes, um 1510, Öl auf Holz
- Die heilige Ursula und die heilige Godeleva, um 1510, Öl auf Holz
- Porträt Hendriks IV. van Naaldwijk, um 1510. Rijksmuseum Amsterdam
- Porträt des Grafen Johann von Egmond und seiner Frau Magdalena.[4] New York, Metropolitan Museum of Art
- Szenen aus dem Leben von Joachim und Anna (Triptychon)